# دوبرشتسه
دوبرشتسه (به لهستانی:  Dobryszyce) یک روستا در لهستان است که در گمینا دوبرشتسه واقع شده‌است. دوبرشتسه ۱٬۰۲۰ نفر جمعیت دارد.